# Arthrophryxus beringanus
Arthrophryxus beringanus là một loài chân đều trong họ Dajidae. Loài này được Richardson miêu tả khoa học năm 1908.